# Świerk pospolity

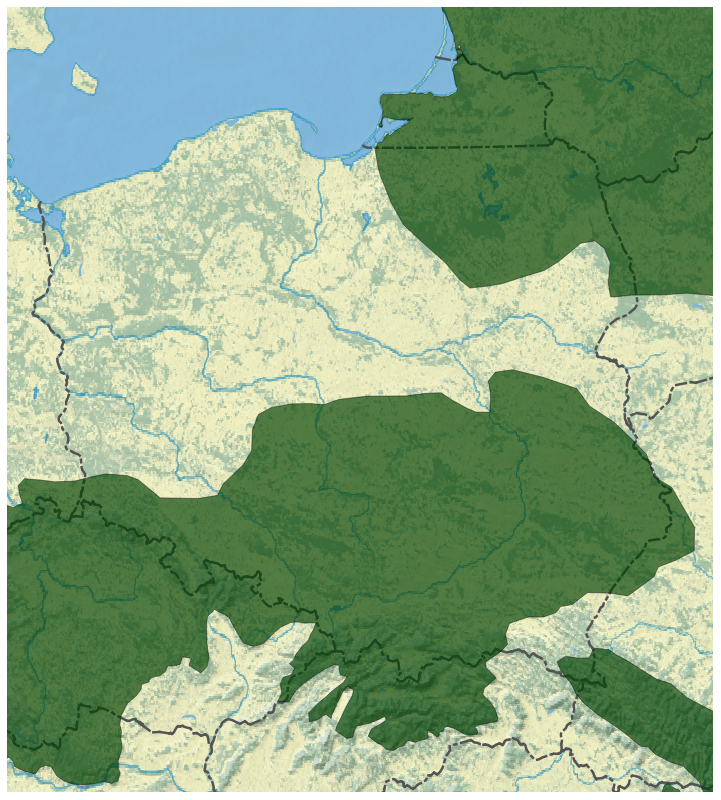
Zasięg na obszarze Polski (powiększony fragment powyższej mapy).

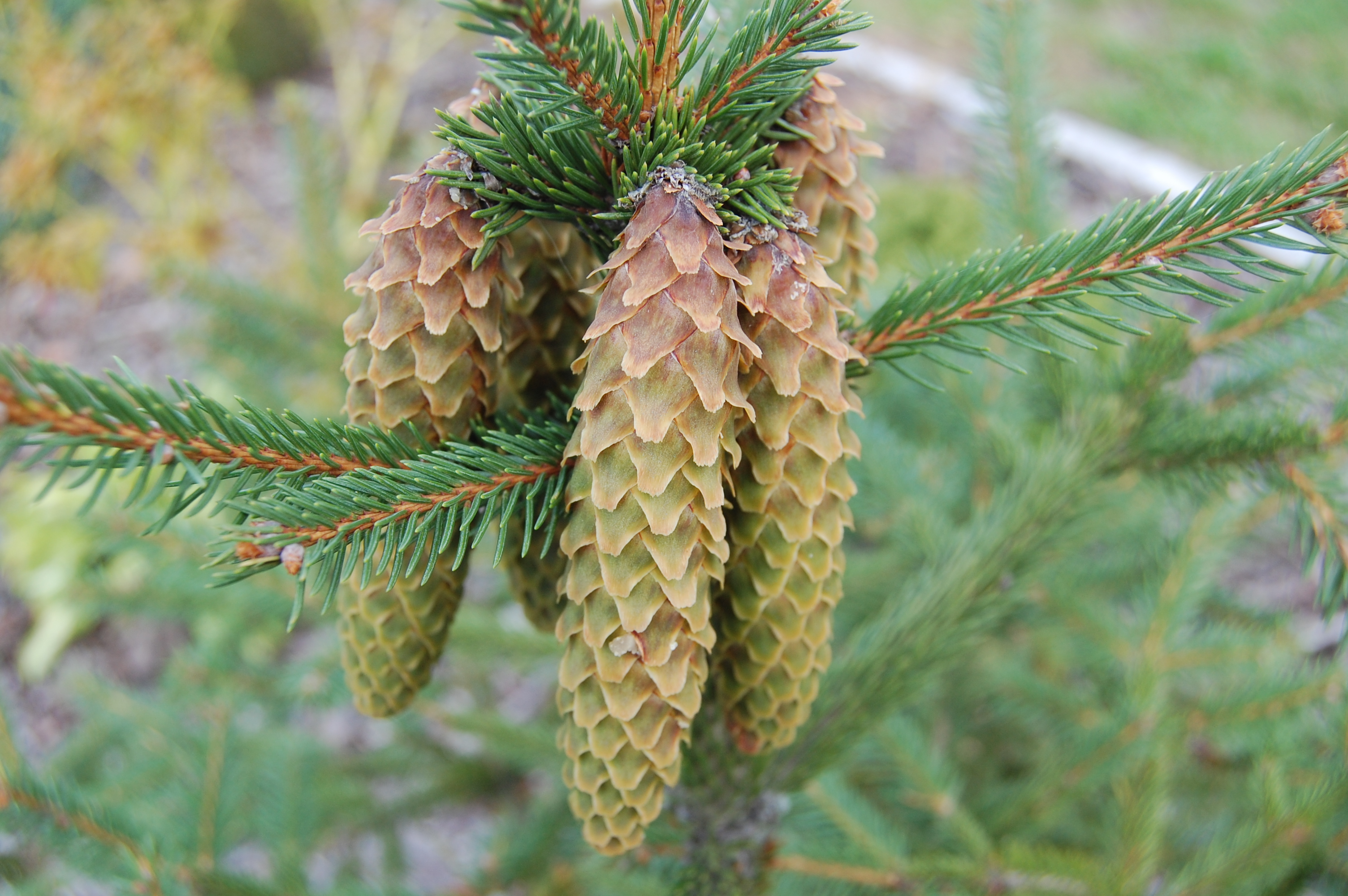
Szyszki dojrzewające

Świerk pospolity (Picea abies (L.) H.Karst) – gatunek drzewa z rodziny sosnowatych (Pinaceae). Jest to jedyny gatunek świerku występujący naturalnie w Polsce. Rośnie głównie w północno-wschodniej części kraju, na południu Polski, w górach i na pogórzu. Nie występuje w sposób naturalny w centralnej i zachodniej Polsce (tzw. pas bezświerkowy). Zasięg tego gatunku rozciąga się na północy Europy od Norwegii do Rosji, występuje także w Alpach, Sudetach, Karpatach oraz na Bałkanach. Na wschodzie sięga Uralu, gdzie stopniowo wypiera go świerk syberyjski (Picea obovata). Północna granica występowania przebiega w Norwegii.
Na niektórych obszarach Ameryki Północnej świerk pospolity zadomowił się, jednak nie jest na tyle ekspansywny, aby został uznany za gatunek inwazyjny.
Podawane jest, że w polskich Tatrach zasięg pionowy świerka to ok. 1570 m n.p.m., ale karłowate osobniki stwierdzane są wyżej w kilku miejscach – do wysokości ok. 2010 m n.p.m.

## Morfologia
PokrójKorona smukła, stożkowata. Dolne konary z wiekiem zwieszają się, górne pozostają w większości poziomo.
PieńOsiąga wysokość 40–50 m (w Polsce maksymalnie 55 m, natomiast w Europie wysokość świerków dochodzi do ponad 60 m), średnica pnia do 1,5 m. Kora czerwonobrązowa lub szarobrązowa, początkowo gładka, z wiekiem łuskowata.
LiścieKrótkie (1–2,5 cm, rzadko do 3,5 cm długości), zaostrzone igły o kwadratowym przekroju poprzecznym, ew. bocznie spłaszczone. Ułożone równomiernie na gałęziach. Utrzymują się na gałązkach przez 5-7 lat.
SzyszkiKwiatostany żeńskie czerwonofioletowe, szyszeczkowate, długości 2 cm, wyrastają pionowo na końcach pędów. Kwiatostany męskie to podłużne kotki, żółte, długości 1–1,5 cm, zwisają blisko końca pędu. Dojrzałe szyszki nasienne są długie (do 20 cm), gładkie i zwisające. Łuski nasienne od zaokrąglonych i całobrzegich do ząbkowanych, proste lub odgięte ku nasadzie szyszki. Początkowo zielone, później jasnobrązowe. Opadają w całości. Nasiona brązowe lub czarne o długości 2-5 mm posiadają podłużne skrzydełka długości 1–2 cm.
System korzeniowyPłytki i rozległy (tzw. system talerzowy), wskutek czego drzewa te są podatne na wywroty (wiatrowały).

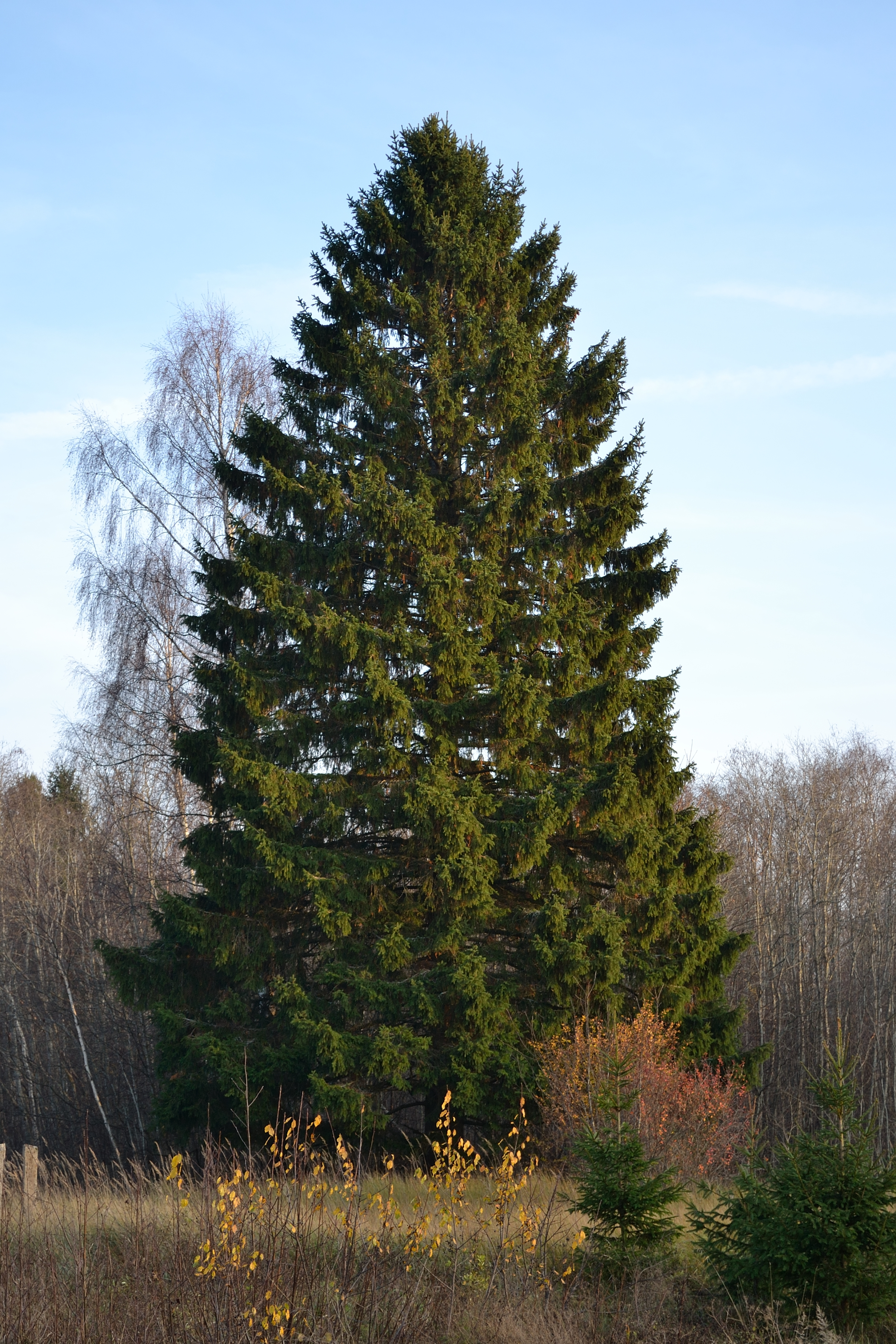
Pokrój drzewa
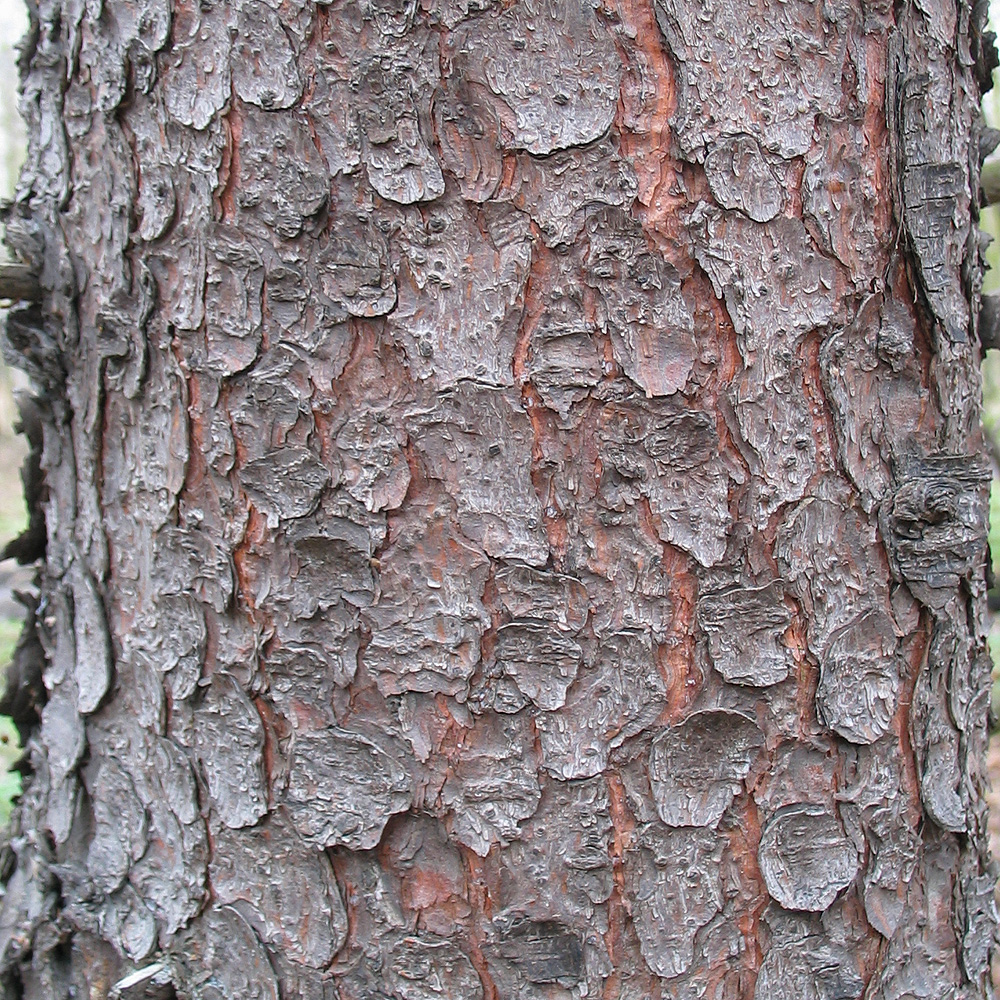
Kora
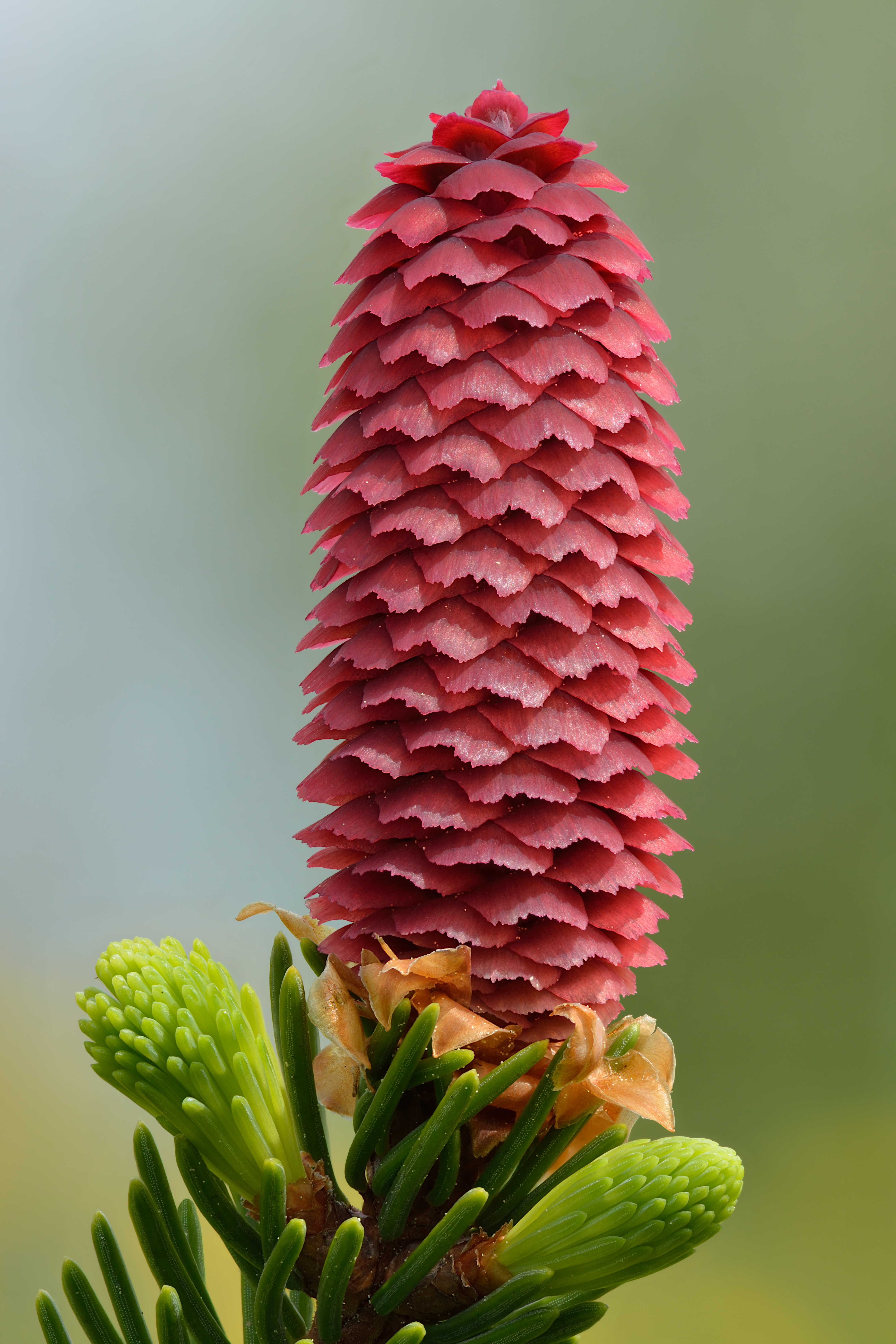
Młoda szyszka
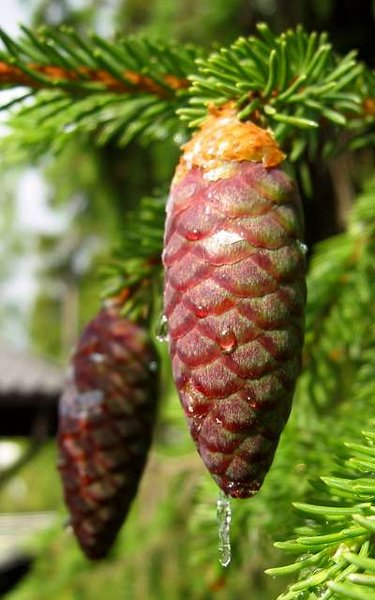
Szyszka

## Biologia i ekologia
Drzewo jednopienne, kwitnie wiosną. 
Do niedawna uważano, że osiąga wiek do ok. 500 lat, ale odnaleziono znacznie starsze egzemplarze (8 tys. lat). W szwedzkiej prowincji Dalarna rośnie świerk liczący aż 9 550 lat, co czyni go najstarszym zbadanym drzewem na świecie. Najstarszy świerk w Polsce (350 lat) rośnie w Strzelcach Opolskich. Najwyższe zmierzone dotychczas świerki w Polsce rosną w Bardzie Śląskim (ok. 55m), Puszczy Białowieskiej (ok. 51,8 m) oraz w Beskidzie Żywieckim, w okolicach Wielkiej Raczy (także ok. 51,8 m). Najwyższy egzemplarz świerka w Europie (zarazem najwyższe europejskie drzewo rodzime) rośnie w Bośni i Hercegowinie, liczy 63 metry.
W górach bory świerkowe tworzą piętro regla górnego (piętro górskie wyższe) występując na obszarach do 2200 m n.p.m. W tajdze tworzy lasy mieszane z brzozą i sosną. Wytrzymuje duże mrozy, silny wiatr i obfite opady śniegu. Świerk ma większe wymagania glebowe, aniżeli sosna. Lepiej rośnie na glebach gliniasto-piaszczystych i piaszczysto-gliniastych. Preferuje luźne, świeże, wilgotne gleby gliniaste. Wymaga większej wilgotności gleby i powietrza. Mało odporny na działanie wiatru, ze względu na płytko rozwijający się system korzeniowy oraz gęstą koronę, najczęściej o dużej średnicy, która zwiększa możliwość wywrotów. Niebezpieczeństwo to wzrasta szczególnie przy nagłym odsłonięciu drzewostanu lub jego szybkim i silnym przerzedzeniu. Świerk dobrze znosi ocienienie – jest gatunkiem cienioznośnym.
Drzewostany świerkowe są cieniste, pod okapem świerków jest niższa temperatura aniżeli w otoczeniu oraz większa wilgotność powietrza. Słabsze są też prądy powietrza, odkłada się więcej ściółki, a do gleby dochodzi mniej opadów, których znaczny procent jest zatrzymywany w koronach drzew. Świerki mają tendencję do zakwaszania gleb, na których rosną.
Nasiona świerka stanowią istotne źródło pożywienia wielu ptaków i mniejszych zwierząt leśnych, w tym dzięciołów, krzyżodzioba świerkowego i wiewiórek. Pąki i igły są głównym pożywieniem zimowym głuszca. Igłami żywią się także gąsienicy brudnicy mniszki, która podczas gradacji może powodować duże szkody w drzewostanach świerka. Na gatunku tym żerują także przędziorki, korniki i cetyńce, a ochojnikowate powodują powstawanie na pędach charakterystycznych galasów.

## Zmienność

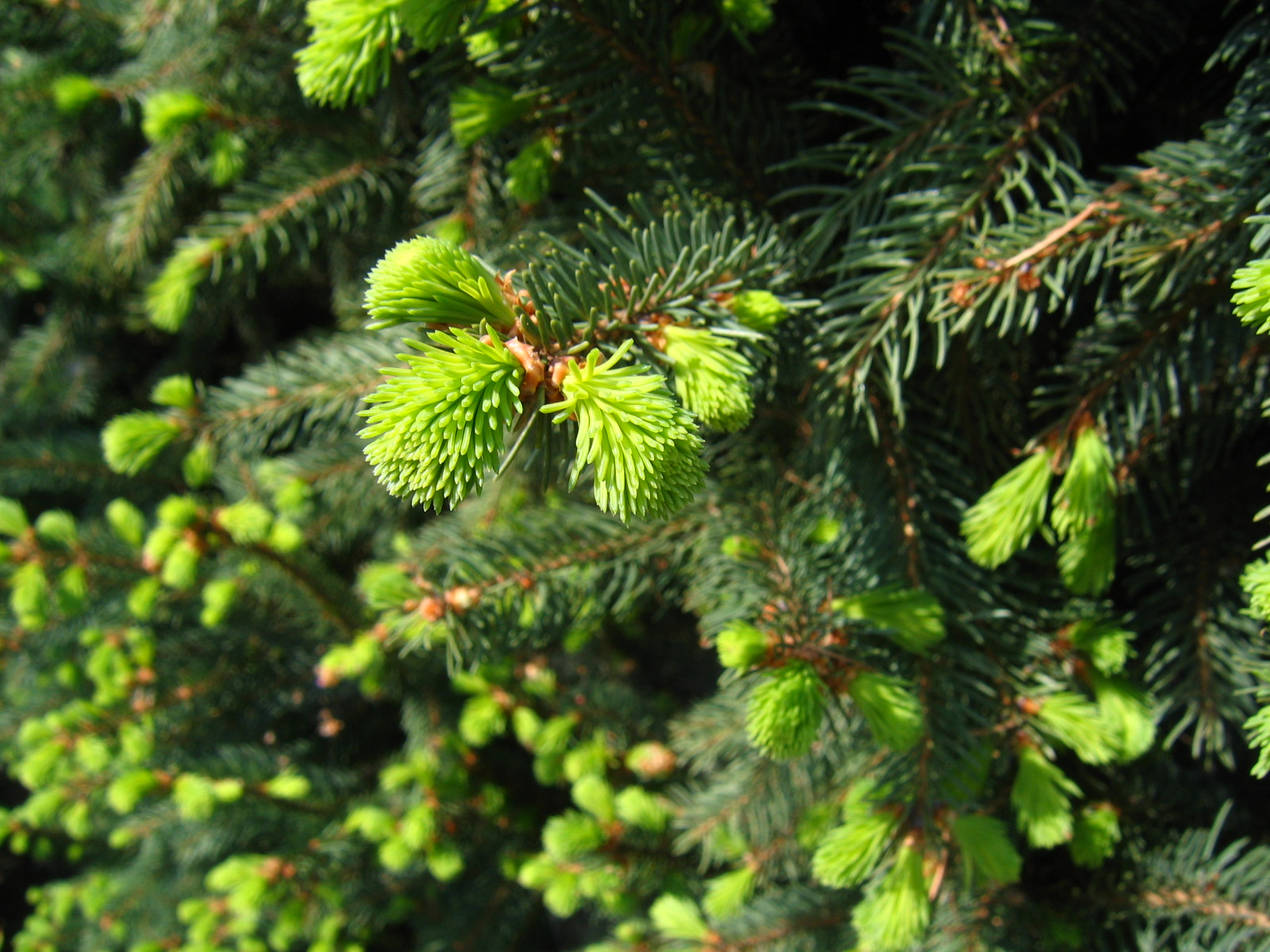
P. abies 'Cupressina'

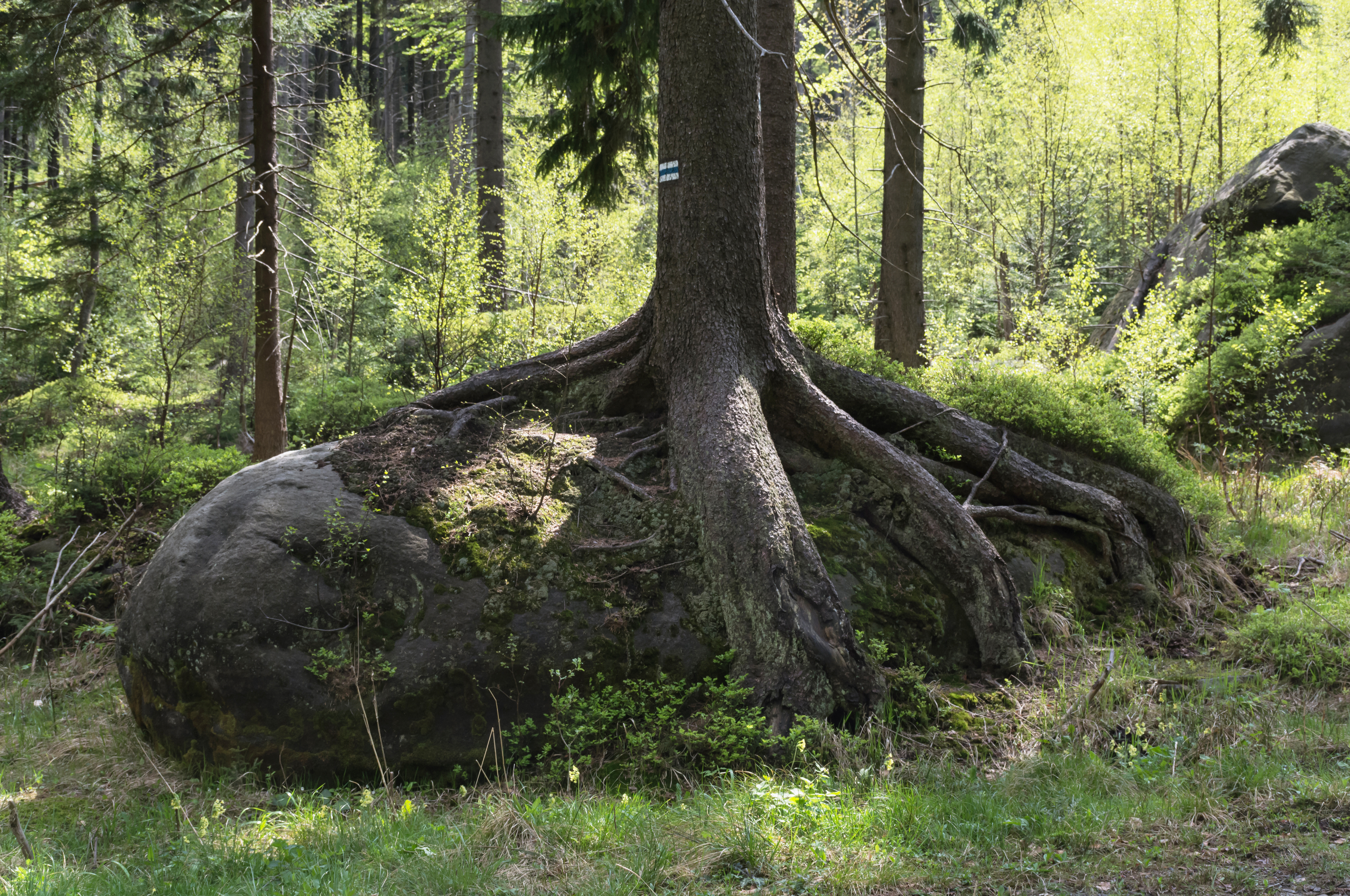
Świerk rosnący na głazie

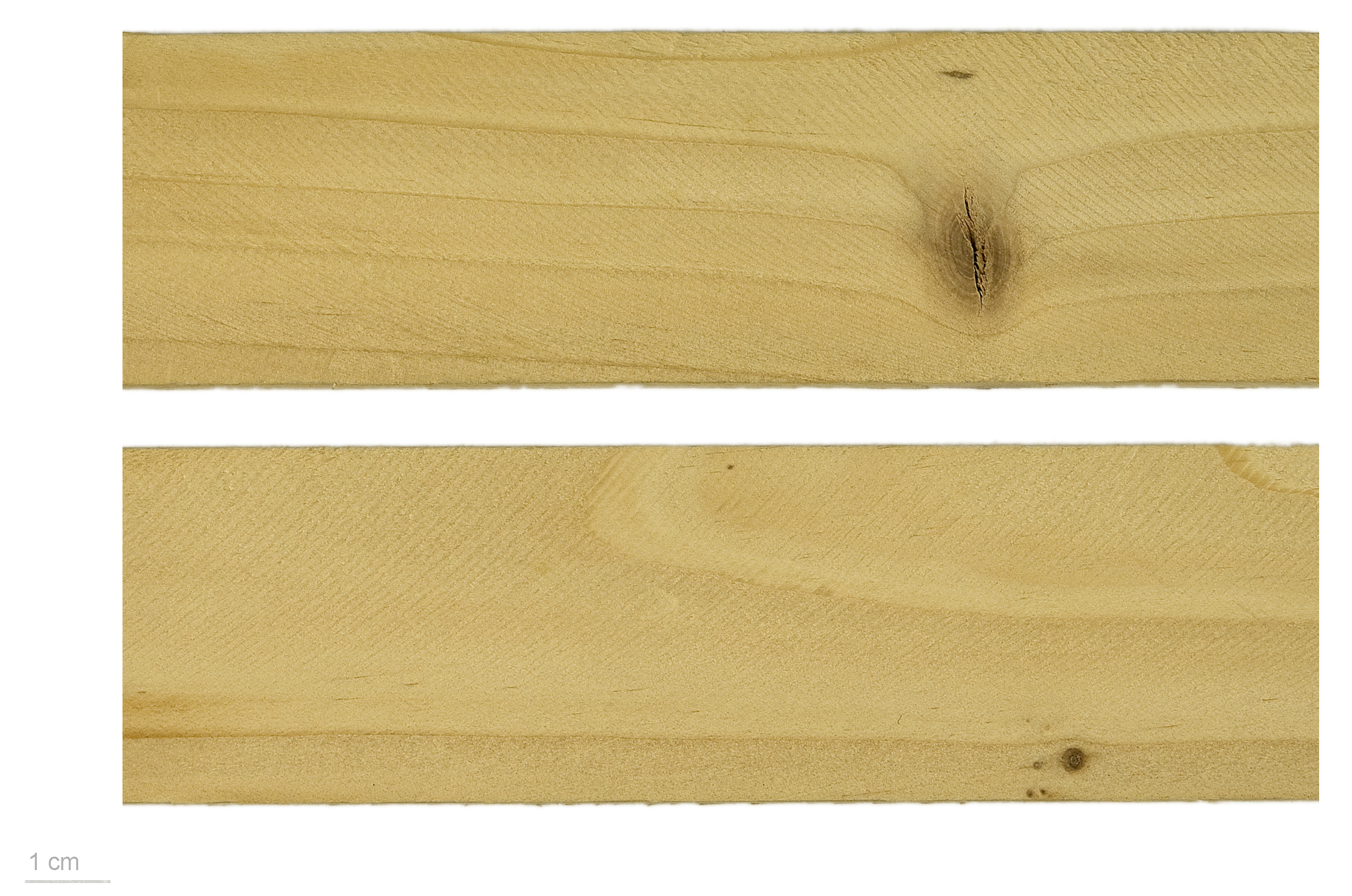
Drewno Picea abies

Na północnych krańcach zasięgu świerk pospolity intensywnie krzyżuje się ze świerkiem syberyjskim (Picea obovata) dając Picea × fennica. Mieszańce wykazują różną gradację cech pośrednich, co utrudnia jednoznaczne ustalenie granic występowania obydwu gatunków. W niektórych pracach świerk syberyjski jest uznawany za podgatunek świerka pospolitego. Jednak w typowych formach drzewa te znacznie się różnią, świerk syberyjski ma krótsze szyszki, długości 5–10 cm, z zaokrąglonymi łuskami. 
Populacje świerka pospolitego w południowo-wschodniej Europie mają z reguły dłuższe szyszki z bardziej zaostrzonymi łuskami. Czasem wyodrębniane są jako Picea abies var. acuminata, jednak w znaczącej większości cechy pokrywają się z resztą zasięgu.
Wyhodowano szereg odmian ogrodowych, różniących się m.in. pokrojem i barwą igieł, w tym:
- P. abies 'Barryi'
- P. abies 'Birdnest'
- P. abies 'Cupressina'
- P. abies 'Inversa' – pokrój płaczący, z pędami bocznymi przylegającymi do pnia, młode szyszki karminowe.
- P. abies 'Nidiformis'

## Zastosowanie
- Świerk pospolity jest ważnym źródłem lekkiego, miękkiego drewna o przyjemnym, jasnożółtawym zabarwieniu. Używany jest do pozyskiwania celulozy oraz w budownictwie. Świerki istebniańskie, z których pozyskuje się drewno używane w lutnictwie (nazywane drewnem rezonansowym) charakteryzują się gonną strzałą i równomiernym rozmieszczeniem cewek. Istebna znajduje się na pograniczu polsko-czesko-słowackim.
- Wykorzystywany do konstrukcji pudeł rezonansowych instrumentów muzycznych. Uważa się, że legendarne skrzypce Stradivariusa zawdzięczają swój niespotykany dźwięk między innymi szczególnym własnościom drewna świerkowego z Czech, z którego zostały wykonane.
- Uprawiany z przeznaczeniem na drzewko bożonarodzeniowe.
- Roślina ozdobna – w wielu odmianach sadzona w parkach i ogrodach.